# Strand (ø)
 For alternative betydninger, se Strand (flertydig). (Se også artikler, som begynder med Strand)
Strand var et større kystområde og en senere ø i middelalderens Nordfrisland.
Som kystlandskab i det vestlige Sønderjylland / Slesvig blev Strand allerede nævnt i 1198. Øens største by var den frisiske handelsby Rungholt. Efter den store manddrukning i 1362 mistede Strand forbindelsen til fastlandet og blev til en ø. Byen Rungholt blev oversvømmet og forsvandt. Øen bestod derefter af fem herreder med i alt 22 kirker og havde over 8.000 indbyggere. Ved stormfloden i 1634 blev øen igen oversvømmet og revet i flere stykker. Resterne er i dag Pelvorm, Nordstrand og Nordstrand Mor (en hallig).

## Historie
Strand nævnes første gang i 1198 som betegnelse for landet ved stranden . Dette kystområde var i højmiddelalderen endnu forbundet med fastlandet og lignede et amfibielandskab med mange priler og floder. Området blev permanent befolket omkring 1100, da sydfra komne frisere slog sig ned ved kysten (strandfriserne). Største by i området var Rungholt. Strands daværende fem herreder var Edoms Herred i landskabets centrum, Viriks og Beltring Herred i nord, Lundebjerg Herred i syd og Pelvorm Herred i vest.
Efter den store manddrukning i 1362 forsvandt forbindelsen til fastlandet, og Strand forvandledes til en ø. Samtlige skovområder gik tabt, og Strands hovedby Rungholt forsvandt ved selve stormfloden i løbet af blot én nat. Det var især de sydlige dele af Strand, der gik under i bølgerne. Den tiloversblivne ø Strand blev derfor også kaldt for Nordstrand (eller Gammel-Nordstrand). De nedsunke dele med Rungholt by blev tilsvarende kaldt Sydstrand.
Det arealmæssigt formindskede område bestod efter stormfloden stadig af flere sogne og landsbyer såsom Morsum, Gaikebøl eller Stintebøl. Øen var nu omgivet af et stort antal af halliger, især nord for Strand var der opstået en lang række ubeskyttede småøer. Øen selv var fortsat truet af stormfloder. Men der blev også gennemført adskillige landvindings- og inddigningsprojekter. Den fra Strand i 1362 adskilte Trindermarsk blev i 1456 igen forbundet med øen. Det samme gjaldt det 1436 fra øen adskilte Pelvormherred, som blev inddiget i 1551. Med genvinding af Pelvorm-området fik øen også den karakteristiske u- eller hestesko-form, som kendes fra landkort fra dengang. Alle forsøg på at forbinde øen med fastlandet igen eller at geninddige Rungholtbugten mellem de to ø-dele er mislykkedes. Hever-Strømmen åd sig i stedet mere og mere ind i landet fra syd.
I 1426 vedtog repræsentanter fra tre af de i alt fem strandske herreder (Pelvorm, Beltring- og Viriks Herred) sammen med repræsentanter fra bl.a. Amrum, Før og Sild den såkaldte Syvherreders-Vedtægt, som kodificerede den hidtil mundtligt overleverede nordfrisisk retstradition. I 1528 blev den lutherske reformation indført på øen.
Ved den 1544 stedfundne landsdeling mellem kong Christian 3. og hans to brødre i hertugdømmerne tilfaldt øen den haderslevske del af Sønderjylland. Hertug Hans den Ældre opholdt sig flere gange på øen og hjalp med at forbedre kystbeskyttelsen. I 1555 udstedte regenten en selvstændig kirkeordning for øen og hjalp med igen at kodificere den såkaldte spadelandsret, hvilket betød, at alle der boede i marsken fik retten til deres jord mod til gengæld at vedligeholde diger og koge. Med den nordstrandske landret (=Strandretten) fra 1572 blev forpligtelsen til at øve blodhævn afskaffet. Efter Hans den Ældres død i 1580 tilfaldt øen gottorperne. I 1593 blev der gennemført en ny herredsinddeling, idet resterne af Lundebjerg- og Viriks Herred kom til de tre øvrige herreder.
Omkring år 1600 var øen sikret med en gennemgående sødige. Størstedelen af landet bag digelinjen lå under havniveauet og var derfor stadig i fare for at blive oversvømmet. Men jorden var frugtbar, og strandboerne anses for at have været velhavende. Størstedelen af de godt 8.600 indbyggere arbejdede i landbruget. De største erhvervsgrene var mælkeproduktion, korn- og kvægavl, men også udvinding af salttørv. I landsbyerne fandtes der også håndværkere. Godsejere og feudalistiske strukturer fandtes ikke; øen var en af de sønderjyske landskaber med en større grad af selvstyre.
Under trediveårskrigen protesterede øens befolkning mod den af gottorphertugen forordnede indkvartering af tyske/kejserlige tropper og hyldede i 1629 ved Gaikebøl i stedet den danske konge Christian 4 som lensherre over hertugen. Strandboerne slog derefter først en kejserlig og så en gottorpsk hær tilbage, men blev til sidst nedkæmpet af gottorperne. Vedligeholdelse af digerne led under kampene.
Ved den Anden store manddrukning i oktober 1634 brød digerne sammen, og den cirka 220 kvadratkilometer store ø blev i løbet af kun få timer næsten fuldstændig oversvømmet. Op mod 6.400 mennesker - mere end to tredjedele af befolkningen - omkom i bølgerne, og de fleste landsbyer forsvandt i havet.
I dagene og ugerne efter stormfloden viste det sig, at store dele af de oversvømmede områder ikke kunne genvindes. Det skyldtes især øens dybe beliggenhed. Da vandet, der var trængt ind, på grund af landets dybde ikke kunne løbe forvandledes det hidtidige kulturlandskab til vadområde. Dertil kom, at hertugen ikke var rede til at støtte en eventuel genopbygning. Kun på Pelvorm lykkedes det indbyggerne at genopbygge digerne med hjælp fra nederlandske digebyggere. En del af de overlevende slog sig ned på halligerne Nordstrand Mor, Grøde, Hoge og Langenæs. Mange forlod dog landet. Den nuværende halvø Nordstrand blev senere befolket og geninddiget af nederlænderne, som fik en oktroj for at genobygge kogene.

## Sprog
Øens nordfrisiske dialekt (strandfrisisk) var endnu i brug i 1700-tallet på Pelvorm. Flygtninge bragte dialekten til Vyk på Før, hvor den holdt sig frem til 1900-tallet. Den frisiske dialekt på Strand var nær beslægtet med halligfrisisk og regnes til gruppen af nordfrisiske faslandsdialekter.